# Micham River
Micham River är ett vattendrag i Dominica.   Det ligger i parishen Saint Patrick, i den södra delen av landet, 11 km sydost om huvudstaden Roseau. Micham River ligger på ön Dominica.